# Gun (Schiff)
Die Gun war ein Frachtdampfschiff aus Schweden. Das Schiff gehörte der Reederei Aktiebolag Vinga in Göteborg. Gebaut wurde es 1891 in Großbritannien bei J. Blumer & Co. in Sunderland.
Die Gun wurde im Zweiten Weltkrieg am 1. Oktober 1939 um 09.10 Uhr vom deutschen Unterseeboot U 3 (Kapitänleutnant Joachim Schepke) durch Torpedotreffer versenkt. Die Versenkungsposition war 30 Seemeilen nordwestlich von Hanstholm (Dänemark) in der Nordsee, im Marineplanquadrat AN 3647. Das Schicksal der Besatzung ist unklar.
Das Schiff hatte 50 Tonnen Munition geladen und war auf dem Weg nach Antwerpen.